# Federico Balzaretti
Federico Balzaretti, född 6 december 1981 i Turin, Italien, är en italiensk före detta fotbollsspelare. Han avslutade sin karriär i den italienska klubben AS Roma, där han spelade från 2012 till 2015. Han spelade även i Italiens landslag mellan 2010 och 2013.